# Cantonul Combles
Cantonul Combles este un canton din arondismentul Péronne, departamentul Somme, regiunea Picardia, Franța.

## Comune
| Comune                | Populație (1999) | Cod poștal | Cod INSEE |
| --------------------- | ---------------- | ---------- | --------- |
| Carnoy                | 85               | 80300      | 80175     |
| Combles               | 676              | 80360      | 80204     |
| Curlu                 | 111              | 80360      | 80231     |
| Équancourt            | 280              | 80360      | 80275     |
| Étricourt-Manancourt  | 400              | 80360      | 80298     |
| Flers                 | 138              | 80360      | 80314     |
| Ginchy                | 56               | 80360      | 80378     |
| Gueudecourt           | 104              | 80360      | 80397     |
| Guillemont            | 114              | 80360      | 80401     |
| Hardecourt-aux-Bois   | 84               | 80360      | 80418     |
| Hem-Monacu            | 98               | 80360      | 80428     |
| Lesbœufs              | 151              | 80360      | 80472     |
| Longueval             | 248              | 80360      | 80490     |
| Maricourt             | 145              | 80360      | 80513     |
| Maurepas              | 215              | 80360      | 80521     |
| Mesnil-en-Arrouaise   | 124              | 80360      | 80538     |
| Montauban-de-Picardie | 197              | 80300      | 80560     |
| Rancourt              | 144              | 80360      | 80664     |
| Sailly-Saillisel      | 410              | 80360      | 80695     |